# 398 (numero)
Trecentonovantotto (398) è il numero naturale dopo il 397 e prima del 399.

## Proprietà matematiche
- È un numero pari.
- È un numero composto da 4 divisori: 1, 2, 199, 398. Poiché la somma dei suoi divisori (escluso il numero stesso) è 202 < 398, è un numero difettivo.
- È un numero semiprimo.
- È un numero omirpimes.
- È un numero palindromo e un numero ondulante nel sistema di numerazione posizionale a base 8 (616) e in quello a base 12 (292).
- È un numero nontotiente (per cui la equazione φ(x) = n non ha soluzione).
- È un numero congruente.
- È parte della terna pitagorica (398, 39600, 39602).
- È un numero odioso.
- È un numero intero privo di quadrati.

## Astronomia
- 398P/Boattini è una cometa periodica del sistema solare.

- 398 Admete è un asteroide della fascia principale del sistema solare.
- NGC 398 è una galassia lenticolare della costellazione dei Pesci.

## Astronautica
- Cosmos 398 è un (vettore Soyuz-L) è un satellite artificiale russo.